# Consolea spinosissima
Consolea spinosissima es una especie de planta suculenta perteneciente al género Consolea, dentro de la familia Cactaceae. Se distribuye por las Islas Caimán, Haití y Jamaica.

## Descripción

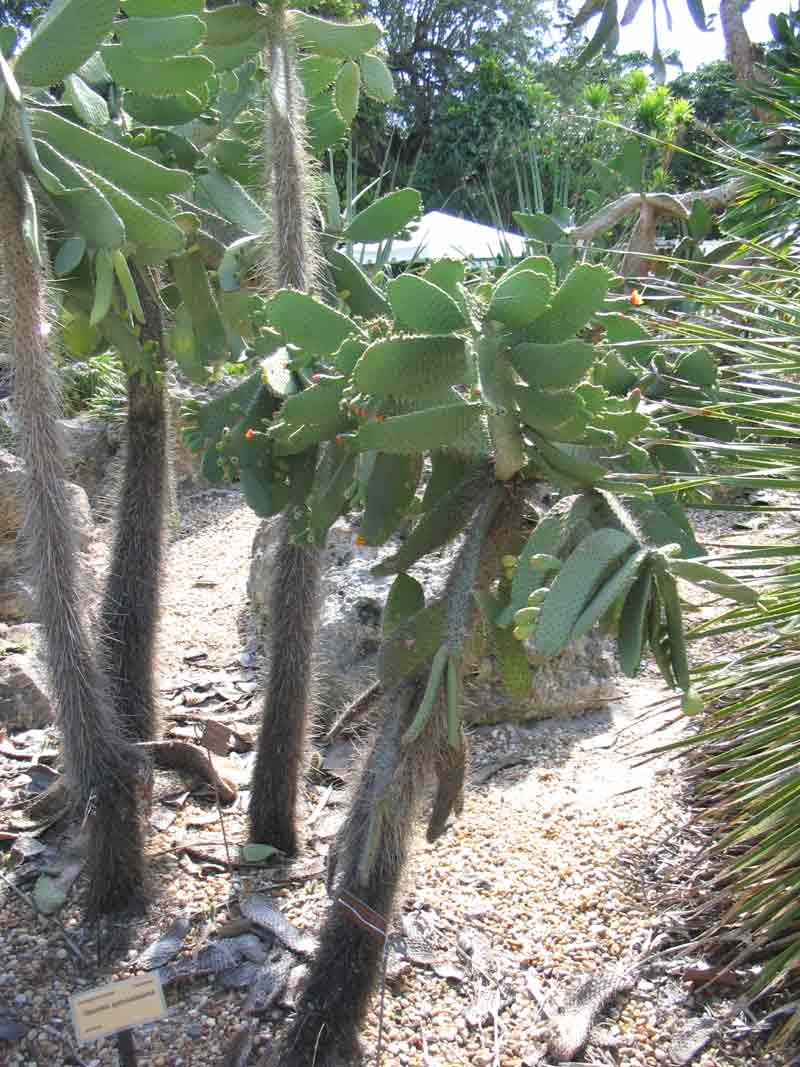
Vista de la planta

Consolea spinosissima es una especie de cactus que crece en forma de árbol, con una copa ramificada y alcanzando alturas de hasta 4,5 m. Forma un tronco erecto casi cilíndrico muy espinoso que mide hasta 2,5 m de altura y 8 cm de diámetro.
Del tronco surgen ramas segmentadas y aplanadas que miden de 15 a 28 cm de largo y de 5 a 9 cm de ancho. Son de forma elíptica a alargada, de color verde opaco a verde claro, bastantes gruesas y tienen un patrón tipo red. Sobre ellas se asientan areolas con gloquidios de color marrón y de 1 a 3 espinas de color amarillento a blanco con forma de aguja de hasta 8 cm de largo y que a veces pueden faltar.

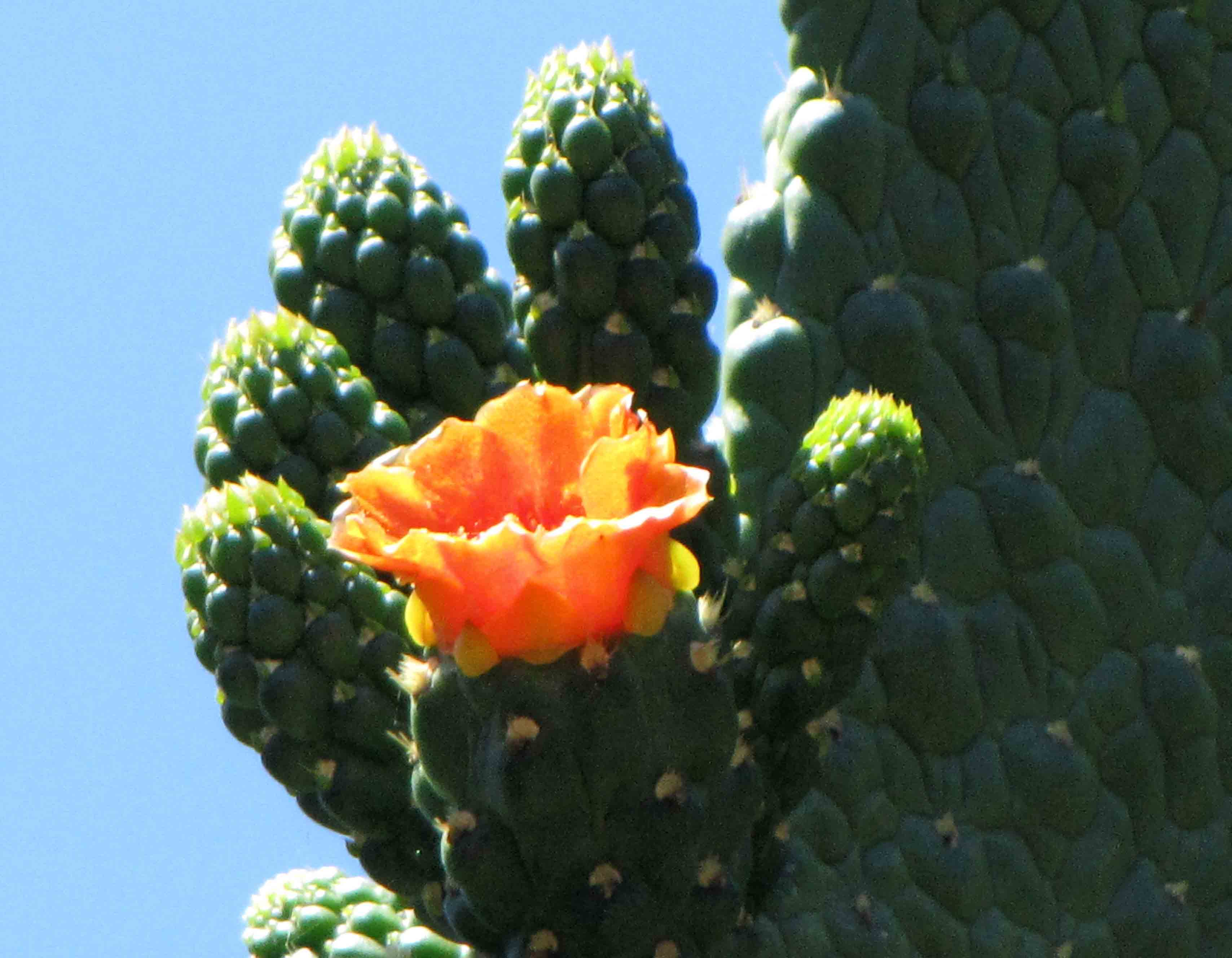
Detalle de la flor

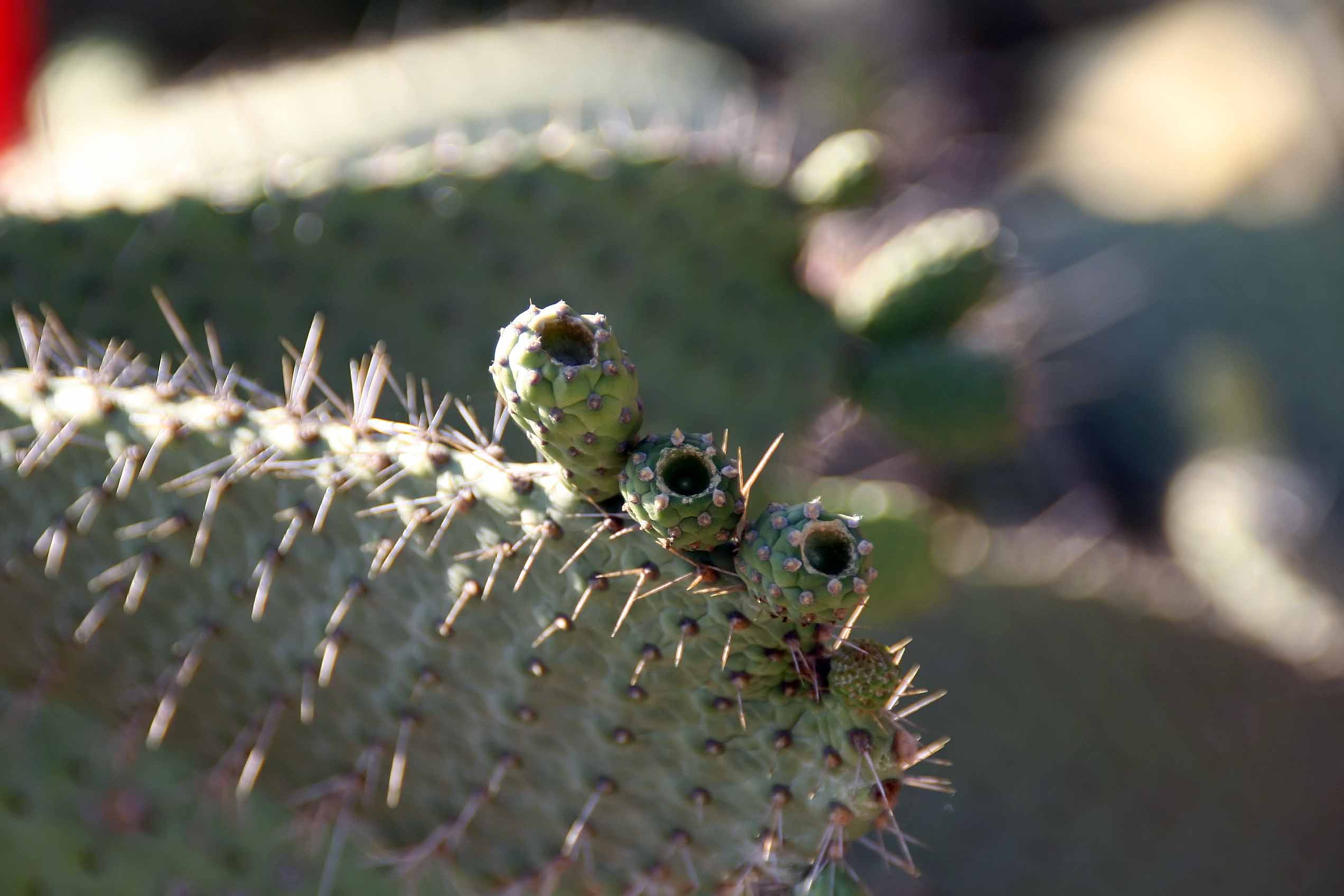
Fruto

Las flores se abren durante el día, y aunque inicialmente son de color amarillo anaranjado, luego se vuelven rojizas. Miden de 3 a 7,5 cm de largo y tienen un diámetro de 1,2 a 2,5 cm. Los frutos, a menudo aplanados y de color amarillo, son espinosos. Alcanzan una longitud de 2 a 6 cm y un diámetro de 2 a 4 cm.

## Distribución y hábitat

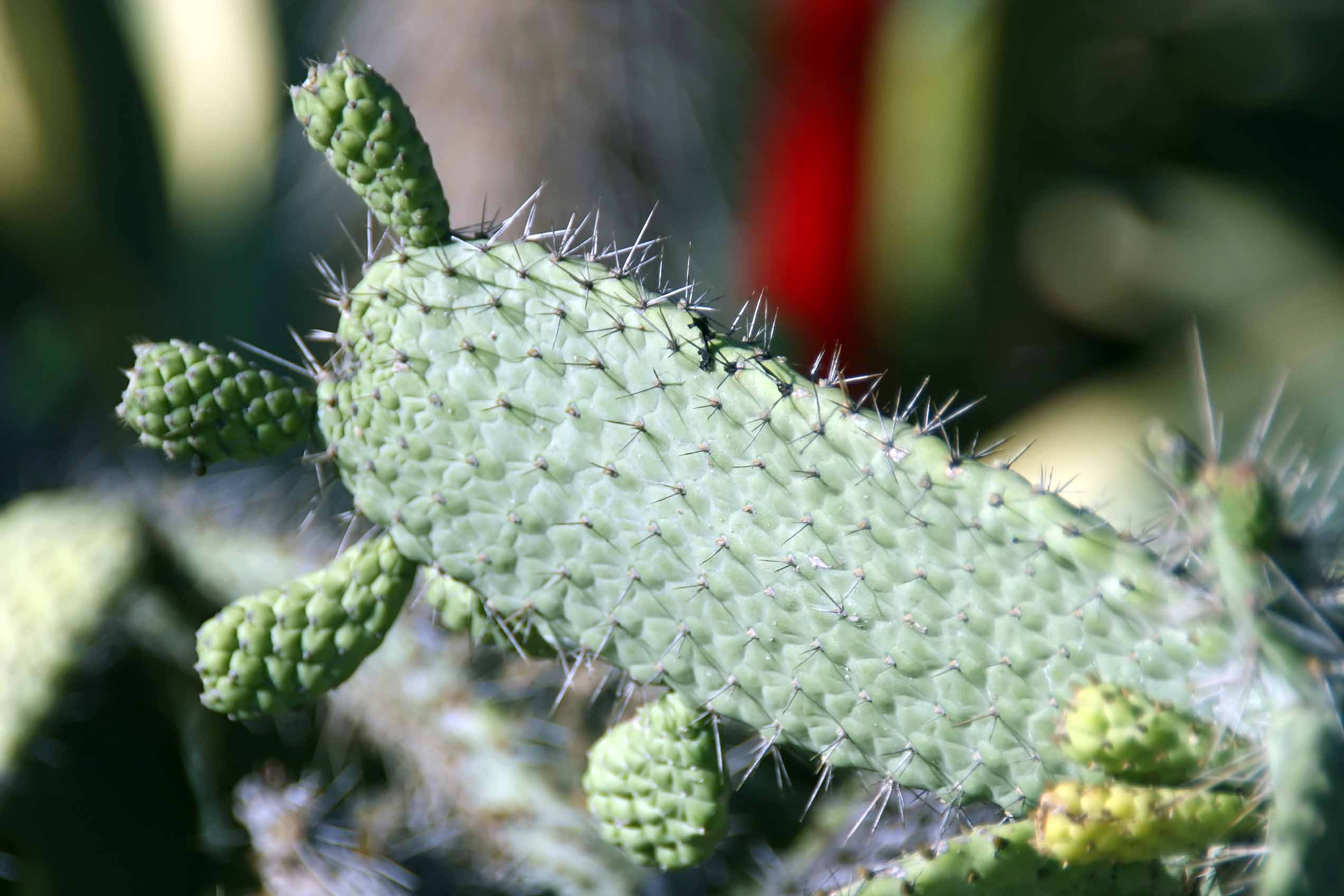
Rama aplanada

El área de distribución nativa de esta especie son las Islas Caimán, Haití (concretamente en la isla Navassa) y el sur de Jamaica, y crece principalmente en el bioma tropical estacionalmente seco.

## Taxonomía
La primera descripción de esta especie fue como Opuntia spinosissima, publicada en 1768 por el botánico británico Philip Miller en el libro The Gardeners Dictionary, ed. 8.: n.° 8.
Posteriormente, el botánico francés Charles Lemaire colocó la especie en el género Consolea, pasando a llamarse Consolea spinosissima y anotando estos cambios en la revista ilustrada Revue Horticole 11:174 en el año 1862.
Etimología
- Consolea: nombre genérico otorgado en honor al botánico italiano Michelangelo Console, un inspector del Jardín Botánico de Palermo.
- spinosissima: epíteto específico que deriva de las palabras latinas spinosus (que significa "espinoso" o "cubierto de espinas"), y el sufijo -issima (que es un superlativo que se utiliza en latín para indicar una gran cantidad o una característica predominante), haciendo referencia a que la especie es extremadamente espinosa.[5]

## Estado de conservación
En la Lista Roja de Especies Amenazadas de la UICN, la especie está clasificada como “En Peligro (EN)”.

## Usos

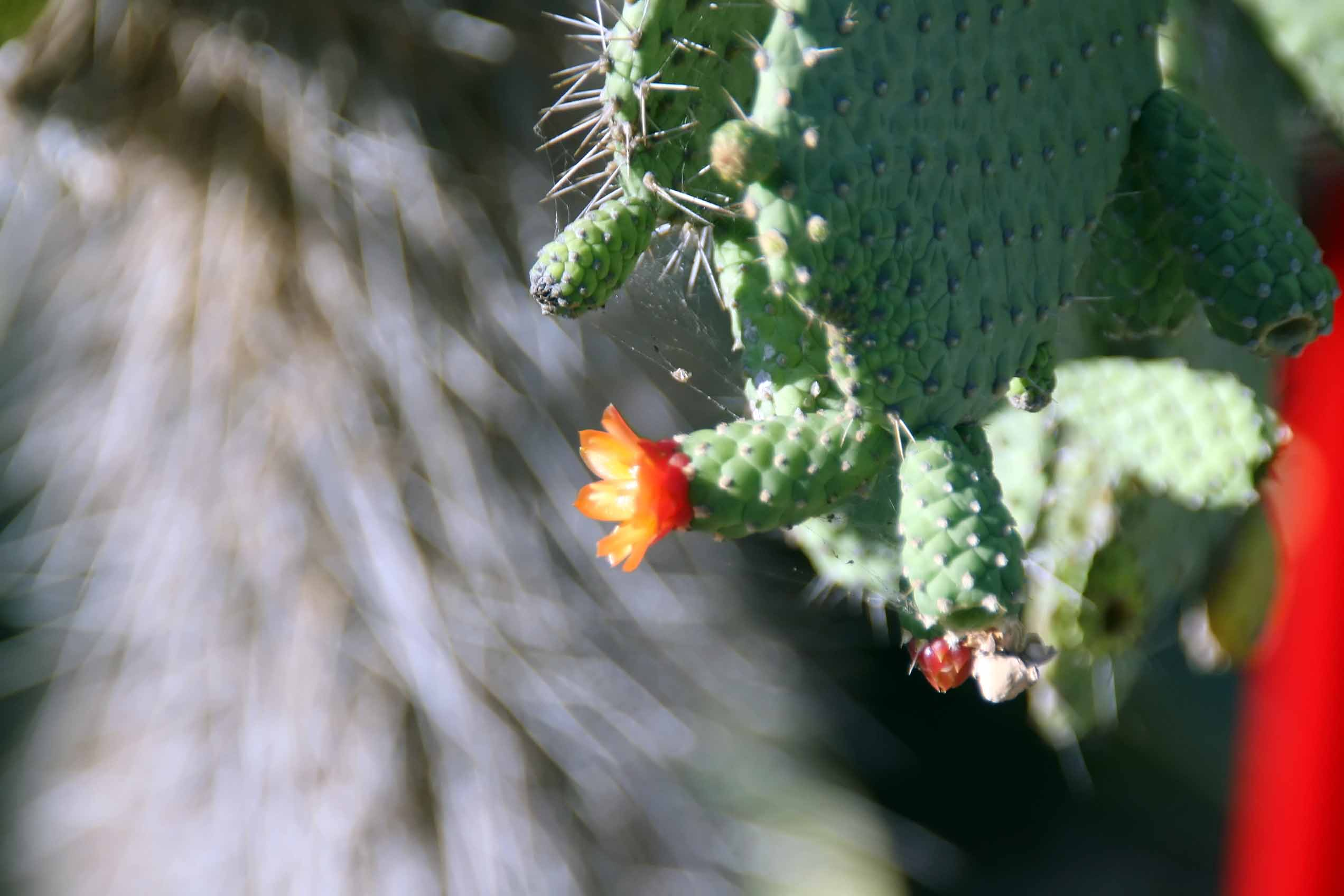
Planta en flor

Se cultiva principalmente como planta ornamental y su propagación se realiza a través de esquejes o semillas.